# 徐学惠
徐学惠（1941年—），女，云南腾冲人，中共党员。中華人民共和國政治人物。

## 生平
1959年3月2日晚，當時在雲南隴川縣農場邊寨營業室工作的徐学惠與圖謀搶劫營業室的境外情報人員發生衝突，結果徐身受重傷，失去双手，事後前往苏联安装工作手，同年获全国劳动模范称号。1960年，在昆明任中国人民银行云南省分行幹部。文化大革命爆發後，任云南省革命委员会副主任。在文革后的揭批查中被隔离审查近两年。1985年在昆明百货大楼擔任圖書管理員至退休。